# Dalechampia sylvestris
Dalechampia sylvestris är en törelväxtart som beskrevs av Spencer Le Marchant Moore. Dalechampia sylvestris ingår i släktet Dalechampia och familjen törelväxter. Inga underarter finns listade i Catalogue of Life.